# Fringuelli di Darwin
I fringuelli di Darwin (sottofamiglia Geospizinae) sono un gruppo monofiletico di uccelli passeriformi che comprende 14-17 specie, a seconda delle classificazioni, tutte endemiche delle isole Galápagos tranne Pinaroloxias inornata che invece è una specie endemica dell'Isola del Cocco, al largo della Costa Rica. I fringuelli di Darwin, insieme ai pesci ciclidi dei grandi laghi africani, costituiscono uno dei casi più recenti e più studiati di radiazione adattativa, essendo tutte specie evolutesi da un recente antenato comune e che si sono poi diversificate rapidamente nelle caratteristiche morfologiche ed ecologiche. Queste specie di uccelli vivono nello stesso territorio, ancora largamente indisturbato, in cui si sono evolute.
Le informazioni provenienti dalle osservazioni sulla loro ecologia ed evoluzione sono una testimonianza estremamente preziosa dei processi di speciazione ed evoluzione in condizioni naturali. Popolazioni appartenenti alla stessa specie si possono trovare in isole diverse, condizione definita di allopatria, in alcuni casi mostrando anche una diversa ecologia. Al contrario, alcune di queste specie tra loro strettamente imparentate, convivono sulla stessa isola, permettendo quindi ai ricercatori di studiare la natura delle barriere riproduttive tra specie affini, come si possono essere formate e come si mantengano.

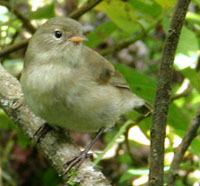
Certhidea olivacea

## Storia

### Viaggio di un naturalista intorno al mondo
Il periodo di permanenza presso le Isole Galapagos, nel settembre e ottobre del 1835, si è rilevato a posteriori, per Charles Darwin uno dei momenti più decisivi per il successivo sviluppo della sua teoria dell'evoluzione per selezione naturale, soprattutto grazie al fatto di aver potuto raccogliere esemplari appartenenti alle diverse specie animali che popolavano l'arcipelago. Egli fu anche il primo ad effettuare studi scientifici sull'arcipelago stesso.
Nel capitolo dedicato alla descrizione dell'arcipelago in Viaggio di un naturalista intorno al mondo (1839), a proposito dei fringuelli delle Isole Galapagos, Darwin il giorno 8 ottobre scrive:
Gli altri uccelli terricoli sono rappresentati da un singolarissimo gruppo di fringuelli, affini fra loro nella struttura del becco, nella brevità della coda, nella forma del corpo e nel piumaggio; ve ne sono tredici specie, che il signor Gould ha diviso in quattro sottogruppi. Tutte queste specie sono caratteristiche di questo arcipelago, e così pure l'intero gruppo, eccettuato una specie del sottogruppo Cactornis, portato di recente dall'isola di Bow, nell'arcipelago Low.
Le due specie di Cactornis si vedono spesso salire attorno ai fiori dei grandi cactus arborei; ma tutte le altre specie di questo gruppo di fringuelli vivono in stormi e trovano il loro cibo sull'asciutto e sterile terreno delle regioni più basse. I maschi di tutte le specie, o certamente della maggior parte, sono di colore nero inchiostro, e le femmine (eccettuate forse una o due specie) sono marroni. Il fatto più curioso è la perfetta gradazione nelle dimensioni del becco delle differenti specie di Geospiza, da uno grosso quanto quello di un frosone a quello di un fringuello, e (se il signor Gould ha ragione nell'includere il suo sottogruppo, Certhidea, nel gruppo principale) anche a quello di una Sylvia. Il becco più grosso nel genere Geospiza si vede nella figura 1, e il più piccolo nella figura 3; ma invece di esserci solo una specie intermedia con un becco delle dimensioni della figura 2, vi sono non meno di sei specie con becchi dalla gradazione impercettibile. Il becco del sottogruppo Certhidea si vede nella figura 4. Il becco del Cactornis ricorda in certo modo quello di uno stornello; e quello del quarto sottogruppo, Camarhynchus, assomiglia vagamente a quello di un pappagallo. Osservando questa gradazione e diversità di struttura in un gruppo piccolo e molto affine di uccelli, si può realmente immaginare che da uno scarso numero originario di uccelli di questo arcipelago, ogni singola specie di questo gruppo sia stata modificata per scopi differenti.
Come scrive lo stesso Darwin, l'identificazione di ciascuna specie è da attribuire all'ornitologo John Gould, della Zoological Society di Londra, il quale fu il primo ad identificare correttamente i fringuelli delle Galapagos come un gruppo di uccelli strettamente imparentati. Darwin, infatti, pensava in principio di avere a che fare con uccelli appartenenti a famiglie di molto diverse tra loro. Dopo molti mesi di ricerche, Gould si rese conto che il becco, che per molte famiglie di uccelli continentali era considerato uno dei caratteri più stabili e distintivi di una famiglia , risultava fortemente variabile entro il gruppo ristretto di questi fringuelli. La livrea del piumaggio, al contrario, rimaneva pressoché identica. Il 10 gennaio 1837, Gould presentò alla Zoological Society i fringuelli delle Galapagos come nuovi alla scienza.

### L'origine delle specie
Nel 1859 Darwin pubblica la prima edizione de L'origine delle specie, dove dedica una sezione al caso della fauna delle Galapagos. Nel capitolo dedicato alla distribuzione geografica scrive:
Il fatto più importante e notevole riguardante gli abitatori di un'isola è che, pur essendo affini agli abitatori del continente più vicino, non sono esattamente le stesse specie. Di questo si potrebbe dare parecchi esempi. Io ne dirò uno soltanto riguardante l'arcipelago delle Galapagos, situate in prossimità dell'equatore ad una distanza fra 500 e 600 miglia dalle coste dell'America Meridionale. In queste isole tutte le specie terrestri ed acquatiche portano chiari segni della parentela con il continente americano. Vi sono ventisei uccelli terrestri, venticinque dei quali sono considerati specie distinte dal sig. Gould, che le ritiene create sul posto. Tuttavia hanno uno stretto grado di parentela con le specie americane, che si manifesta in tutti i caratteri, nelle abitudini, nelle movenze e nel tono della voce. Lo stesso dicasi degli altri animali e di quasi tutte le piante, come risulta dall'ammirevole monografia del dott. Hooker sulla flora dell'arcipelago. Il naturalista che osserva gli abitanti di queste isole vulcaniche del Pacifico, distanti parecchie centinaia di miglia dal continente, si rende conto di trovarsi sempre in terra americana. E perché? Perché le specie che si suppongono create nell'arcipelago delle Galapagos e in nessun altro luogo, sono chiaramente imparentate con quelle create in America? Nelle condizioni di vita delle isole, nella loro costituzione geologica, nell'altezza e nel clima, nelle proporzioni in cui sono associate le varie classi, non vi è nulla che ricordi da vicino le coste sud americane e, in effetti, sotto questi aspetti, le discrepanze sono notevoli. D'altro canto vi è un considerevole grado di rassomiglianza nella natura vulcanica del suolo, nel clima, nell'altezza e nell'estensione delle isole, fra l'arcipelago delle Galapagos e quello di Capo Verde. E invece la differenza fra gli abitanti è totale ed assoluta! Gli abitanti delle isole di Capo Verde sono imparentati con quelli africani, mentre quelli delle Galapagos sono imparentati con l'America. Mi sembra che questo fatto fondamentale non trovi spiegazione di sorta nell'abituale teoria delle creazioni indipendenti, mentre, attenendosi alle opinioni che qui si sostengono, appare ovvio che le Galapagos debbano aver ricevuto degli immigrati dall'America, tramite occasionali mezzi di trasporto o su un preesistente ponte di terra, mentre a Capo Verde devono arrivare dall'Africa. È anche naturale che tali coloni debbano arrivare incontro a modificazioni, sebbene il principio dell'ereditarietà seguiti a rivelare qual è la terra di origine.

### La nascita del termineFringuelli di Darwine i primi studi nel XX secolo
Il termine Fringuelli di Darwin è stato coniato nel 1936 da Lowe Percy, curatore della sezione ornitologica del London Natural History Museum, nel suo libro The finches of the Galapagos in relation to Darwin's conception of species. Il nome deve poi la sua fortuna ai lavori dell'ecologo e biologo evoluzionista britannico David Lack il quale, nel 1947, pubblica il libro Darwin's Finches: An essay on the general biological theory of evolution, una vera e propria pietra miliare sull'argomento.
Lack ha inoltre fornito la prima classificazione ufficiale dei fringuelli; egli individuò 14 morfospecie (sei terricole, sei arboricole, il fringuello cantore e il fringuello dell'Isola del Cocco, a sud-ovest della Costa Rica) sulla base di un esaustivo studio su circa 8000 individui appartenenti a collezioni museali.
Nell'introduzione dell'articolo Evolution of the Galapagos finches, pubblicato su Nature il 7 settembre 1940 (vol. 146), Lack scrive:
La fauna terrestre delle isole oceaniche ha sempre suscitato considerevoli speculazioni evolutive, e, iniziando da L’Origine delle specie, le Geospizinae, i fringuelli endemici delle Galapagos, hanno probabilmente caratterizzato più discussioni evolutive rispetto ad ogni altro gruppo di animali.

### Gli studi dei coniugi Grant
A partire dall'anno 1973, i Fringuelli di Darwin sono stati protagonisti degli assidui studi e delle lunghe campagne di osservazione e monitoraggio su Daphne Major e altre isolette dell'arcipelago, da parte dei coniugi Peter e Rosmary Grant, della Princeston University.
Lo scrittore Jonathan Weiner ebbe modo di seguire la loro carriera e nel 1994 pubblicò The Beak of the Finches: A Story of Evolution in Our Time (Alfred A. Knopf, 1994), ISBN 0-679-40003-6 con il quale vinse il Pulitzer Prize for General Non-Fiction un anno più tardi, nel 1995.
Nel 2008 i Grant pubblicarono un riassunto dei risultati ottenuti in trentaquattro anni di studi in How and Why Species Multiply (ISBN 978-0-691-14999-8), dedicato alla memoria di David Lack. Nel libro ricostruiscono la diversificazione delle varie specie dal punto di vista geografico, ecologico, comportamentale e genetico. In particolare, essi mostrano come tramite ripetuti cicli di speciazione possano originarsi cambiamenti adattativi per selezione naturale nella forma e dimensione del becco, e nel canto. Infine, chiariscono approfonditamente l'importanza di altri fattori che guidano l'evoluzione di queste specie.

## Specie e popolazioni
Sebbene le diverse specie appaiano come entità discrete quando si trovano in simpatria sulla stessa isola, i confini tra le stesse non risultano invece essere sempre ben definiti quando considerate nell'interezza della loro diffusione nell'arcipelago. La radiazione adattativa è infatti molto recente e ancora in via di svolgimento. Darwin (1842), circa sette anni dopo aver raccolto insieme al capitano Fitzroy il primo esemplare di uno di quei fringuelli che poi prenderanno il suo nome, scrive:
Osservazione che poi lo condusse alla sua anticipatoria ipotesi evoluzionistica:
Tradotto nel linguaggio della biologia evoluzionistica, "modificata per finalità diverse" significa adattamento per selezione naturale. Darwin descrive in questo passaggio una radiazione adattativa. Tuttavia, quello di specie è un concetto biologico molto complesso, difficile da definire in modo univoco e chiaro e sempre in qualche modo sfuggente. Per un biologo sistematico, la prima domanda a cui rispondere non è come una specie evolva ma che cosa sia una specie (Cracraft 2002).
I coniugi Peter e Rosmery Grant, definiscono la specie in modo simile alla definizione di specie biologica di Ernst Mayr ma con alcune estensioni alla demarcazione del concetto originale. Le specie, infatti, secondo la definizione dei Grant, comprendono una o più popolazioni i cui membri sono in grado di accoppiarsi con una minima o nulla perdita di fitness. Questa definizione concede occasionali ibridazioni e introgressioni genetiche. E ancora più importante, riconosce che l'isolamento riproduttivo possa insorgere e stabilirsi anche per ragioni diverse dall'incompatibilità genetica. Ciò è di fondamentale importanza nel
caso dei fringuelli di Darwin e in molti altri gruppi di uccelli terrestri perché una componente considerevole delle barriere riproduttive non ha una base genetica ma è basata sul comportamento appreso. Tutte le specie di Fringuelli di Darwin condividono la capacità di apprendere il canto che evidentemente si fonda su identiche basi anatomiche e fisiologiche, ma poi differiscono in relazione alle differenti esperienze precoci di ascolto ed esercizio del canto (Grant 2007). È quello che imparano, non l'abilità stessa di apprendere che separa le popolazioni. La speciazione però va sempre intesa come un processo e non un evento.
In alcuni casi il canto appare come l'equivalente culturale del cromosoma sessuale maschile W negli uccelli (l'Y nei mammiferi). È infatti ereditato da un solo genitore, non è soggetto a ricombinazione ma a cambiamenti per mutazione culturale, sebbene molto più velocemente di qualsiasi gene del cromosoma W (Grant 2007). Con queste integrazioni al concetto di specie biologica, è possibile aggiungere 3 specie alle 14 individuate da Lack.
Il primo caso riguarda Certhidea olivacea. È infatti ancora oggetto di dibattito se si tratti di una specie sola oppure di due. Il gruppo basale della filogenesi dei fringuelli di Darwin è composto da due linee, Certhidea olivacea e C. fusca (Petren et al. 1999). Queste sono state isolate tra loro per più tempo (1.5 MY) che qualsiasi altro insieme di popolazioni, in accordo con i dati molecolari ottenuti da analisi su microsatelliti e DNA mitocondriale (Tonnis et al. 2004). Sebbene queste due linee siano morfologicamente molto simili, i loro canti sono evidentemente diversi, anche se quando questi sono stati registrati per ciascuna linea e poi emessi in playback in presenza dell'altra, hanno messo in evidenza una discriminazione del canto quasi nulla (Grant e Grant 2002). L'implicazione è che le due linee si potrebbero accoppiare frequentemente se venissero a trovarsi in condizioni di simpatria, ma non è tuttavia escluso che invece possano invece risultare geneticamente incompatibili.
Il secondo caso riguarda Geospiza difficilis. Come suggerisce il nome stesso, Lack battezzò in questo modo questa specie a causa della evidente difficoltà che incontrò nel classificarla (Lack 1947). A differenza di Certhidea, in questo caso la caratteristica evidente è la grande variabilità morfologica tra popolazioni. Per esempio, gli individui dell'isola di Genovesa sono particolarmente piccoli. Quelli su Wolf e Darwin invece sono mediamente più grossi, ma hanno un becco più allungato, simile a quello di Geospiza scandens. In esperimenti di playback, G. difficilis su Genovesa rispondeva ai canti degli individui di Pinta e di Darwin, dato che suggerirebbe che la simpatria non si sia mai stabilita su Genovesa, se G. difficilis fosse arrivato da Darwin o Pinta (Ratcliff e Grant 1985). Invece gli individui di Wolf hanno acquisito notevoli differenze nel canto rispetto agli individui di Genovesa. Tuttavia essi sono sostanzialmente identici agli individui di Darwin e potrebbero probabilmente andare incontro a fenomeni di ibridazione. Quello che
emerge, quindi, è che ognuna delle sei popolazioni di questa specie è potenzialmente connessa riproduttivamente con almeno un'altra (Grant 2007).
Il terzo caso si riferisce infine al fenomeno di ibridazione introgressiva tra Geospiza fortis e Geospiza scandens.

### Ibridazione e introgressione genica
Specie diverse dei Fringuelli di Darwin possono ibridarsi, anche se succede raramente e gli ibridi sopravvivono. Ciò dimostra come le barriere riproduttive non siano sempre complete ma in qualche misura permeabili (Grant 2007). In particolare sull'isola di Daphne major, studi a lungo termine hanno mostrato che l'interbreeding tra alcune specie avviene quasi tutti gli anni, con una frequenza del 1% o forse maggiore, quindi raramente ma in modo regolare. Su quest'isola G. fortis ibrida con la specie più grande G. scandens e occasionalmente anche con specie immigrate e più piccole come G. fuliginosa (Grant e Grant 1992). Questo fenomeno ha portato G. fortis e G.scandens a convergere morfologicamente e geneticamente. Tuttavia la direzione potrebbe facilmente invertirsi nuovamente, da fase di convergenza a fase di divergenza, se dovesse avvenire un cambiamento rispetto al clima o alla disponibilità di risorse alimentari.
In ogni caso, sebbene strettamente imparentate, queste due specie non sono sister species. Ciò mostra come la parentela filogenetica sia un indizio meno importante della diversità in morfologia e del canto per poter determinare quale specie si possano tra loro ibridare (Grant 2007). Questa "fluidità" durante processi di speciazione non è però troppo sorprendente, anzi sembrerebbe essere molto comune (Price 2007).
È sempre più evidente, inoltre, come l'ibridazione con introgressione genetica abbia avuto notevole importanza nell'evoluzione di un tratto evolutivo chiave come la forma del becco (Lamichhaney et al.2015). Una simile forma di ibridazione introgressiva, in grado di condizionare un tratto adattativo (mimetismo Batesiano) è stato descritto anche nelle farfalle del genere Heliconius.

### Filogenesi

Mappa dell'arcipelago delle Galapagos

Un recente lavoro di ricostruzione della filogenesi di queste specie (Lamichhaney et al. 2015) basata sul sequenziamento del loro intero genoma , ha confermato in gran parte le precedenti tassonomie e ricostruzioni filogenetiche, basate sull'analisi di loci micro-satelliti e del gene citocromo b del DNA mitocondriale (Petren 2005).
Come nelle ricostruzioni precedenti, le linee evolutive che conducono a C. olivacea e C. fusca sono le più basali, cioè le prime a separarsi da tutte le altre. Tuttavia da quest'ultima analisi emergono anche delle differenze interessanti, rispetto alle ricostruzioni precedenti. La specie G. difficilis costituisce infatti un gruppo polifiletico, separato in tre gruppi geneticamente tra loro diversi:
- Le popolazioni che abitano le isole Pinta, Santiago e Fernandina.
- Le popolazioni che abitano le isole di Darwin e Wolf
- La popolazione di Genevesa.

Inoltre la popolazione di G. conirostris presente sull'isola di Espanola mostra la maggiore similarità a livello genetico a un'altra specie, Geospiza magnirostris, mentre la popolazione di G. conirostris dell'isola di Genevesa forma un cluster con Geospiza scandens. In questo caso, la somiglianza morfologica è proporzionale a quella genetica.
G. conirostris su Genovesa ha infatti un becco appuntito, simile a quello di G. scandens, mentre la popolazione di Espanola ha un becco smussato simile a quello di G. magnirostris.
Tramite le datazioni ottenute sulla base della tecnica dell'orologio molecolare (di geni nucleari e mitocondriali), la separazione basale tra il genere Certhidea e tutti gli altri risalirebbe a 900.000 anni fa (Lamichhaney et al.2015), accorciando le distanze da quel primo evento, datato precedentemente a 1.5-2.0 MY (Petren 2005). 
Tuttavia queste datazioni dovrebbero essere prese con cautela, perché in presenza di fenomeni di introgressione genetica la divergenza del DNA mitocondriale tra specie si può fermare o addirittura invertire e il DNA mitocondriale introdotto tramite introgressione può risultare favorito selettivamente (Bachtrog et al. 2006).
L'identità dell'antenato comune dei Fringuelli di Darwin è invece più incerta. Tuttavia pare che potrebbe trattarsi di una appartenente ai generi Triaris, Melanospiza o Loxigilla che vivono sul continente (Burns et al. 2002). Quando i dati molecolari sono integrati con la distribuzione geografica di questi generi, Triaris risulta essere il genere da cui, con maggior probabilità, discenderebbero i fringuelli di Darwin (Sato et al.2001).

### Specie e tassonomia
- Sottofamiglia Geospizinae
  - Genere Geospiza
    - Geospiza fuliginosa
    - Geospiza fortis
    - Geospiza magnirostris
    - Geospiza difficilis
    - Geospiza scandens
    - Geospiza conirostris

  - Genere Camarhynchus
    - Camarhynchus parvulus
    - Camarhynchus pauper
    - Camarhynchus psittacula
    - Camarhynchus pallidus
    - Camarhynchus heliobates

  - Genere Platyspiza
    - Platyspiza crassirostris
    - Genere Certhidea
      - Certhidea olivacea

  - Genere Piranoloxias
    - Piranoloxias inornata

|  | \| \| C.fusca E \| \| \| \| \| \| C.fusca L \| \| \| \| |
|  |                                                         |
|  | C.olivacea S                                            |
|  |                                                         |
|  | C.fusca E                                               |
|  |                                                         |
|  | C.fusca L                                               |
|  |                                                         |

|  | C.fusca E |
|  |           |
|  | C.fusca L |
|  |           |

|  | P.inornata C      |
|  |                   |
|  | C.heliobates I    |
|  |                   |
|  | C.pallidus Z      |
|  |                   |
|  | C.psittacula P    |
|  |                   |
|  | C.pauper F        |
|  |                   |
|  | C.parvulus Z      |
|  |                   |
|  | G.conirostris G   |
|  |                   |
|  | G.scandens M      |
|  |                   |
|  | G.conirostris E   |
|  |                   |
|  | G.magnirostris G  |
|  |                   |
|  | G.fortis M        |
|  |                   |
|  | G.difficilis G    |
|  |                   |
|  | G.fuliginosa      |
|  |                   |
|  | G.difficilis D    |
|  |                   |
|  | G.difficilis W    |
|  |                   |
|  | G.difficilis S    |
|  |                   |
|  | G.difficilis P    |
|  |                   |
|  | G.difficilis F    |
|  |                   |
|  | P.crassirostris Z |
|  |                   |

|  | \| \| C.fusca E \| \| \| \| \| \| C.fusca L \| \| \| \| |
|  |                                                         |
|  | C.olivacea S                                            |
|  |                                                         |
|  | C.fusca E                                               |
|  |                                                         |
|  | C.fusca L                                               |
|  |                                                         |

|  | C.fusca E |
|  |           |
|  | C.fusca L |
|  |           |

|  | P.inornata C      |
|  |                   |
|  | C.heliobates I    |
|  |                   |
|  | C.pallidus Z      |
|  |                   |
|  | C.psittacula P    |
|  |                   |
|  | C.pauper F        |
|  |                   |
|  | C.parvulus Z      |
|  |                   |
|  | G.conirostris G   |
|  |                   |
|  | G.scandens M      |
|  |                   |
|  | G.conirostris E   |
|  |                   |
|  | G.magnirostris G  |
|  |                   |
|  | G.fortis M        |
|  |                   |
|  | G.difficilis G    |
|  |                   |
|  | G.fuliginosa      |
|  |                   |
|  | G.difficilis D    |
|  |                   |
|  | G.difficilis W    |
|  |                   |
|  | G.difficilis S    |
|  |                   |
|  | G.difficilis P    |
|  |                   |
|  | G.difficilis F    |
|  |                   |
|  | P.crassirostris Z |
|  |                   |

## Basi molecolari dell'evoluzione del becco
Alcune ricerche hanno studiato quali sono le basi molecolari che operano nello sviluppo del becco nei fringuelli di Darwin (in particolare quelle degli individui appartenenti al genere Geospiza). La dimensione e la forma del becco sono un tratto diagnostico per riconoscere le specie, essendo questo uno dei tratti più variabili e più vincolato alla fonte di cibo che la specie sfrutta. È quindi possibile osservare fringuelli terricoli con becco più grande e tozzo e fringuelli arboricoli con becco più allungato e sottile. Il becco è il carattere più variabile tra le 14 specie.
Le proteine coinvolte nello sviluppo del becco sono anche proteine coinvolte nello sviluppo craniofacciale dei mammiferi e degli uccelli. Calmodulina (CaM), goosecoid homeobox (GSC), retinol dehydrogenase 14 (RDH14), Alx homeobox 1 (ALX1), fibroblast growth factor 10 (FGF10), forkhead box C1 (FOXC1) e bone morphogenetic protein (BMP4), sono i fattori di trascrizione coinvolti nello sviluppo del becco conosciuti finora. CaM, BMP4 e ALX1 sono proteine la cui funzione è stata studiata in maniere più approfondita, mentre per le altre proteine sopra citate è noto il fatto che siano coinvolte nel processo di sviluppo del becco ma non è conosciuta la modalità precisa. CaM e BMP4 agiscono in modo simile nel processo di sviluppo, mentre ALX1 è coinvolta nella migrazione delle cellule della cresta neurale durante lo sviluppo embrionale. La migrazione di queste cellule è associata allo sviluppo del becco. Ulteriori studi hanno mostrato che tra specie che possiedono differenti dimensioni e forme di questo allo stadio adulto, si osserva anche un'espressione differenziale dei geni coinvolti nella sua formazione durante le fasi di sviluppo. La regolazione risulta in questo modo molto precisa e anche piccole differenze in forma e dimensione hanno conseguenze in termini di fitness. Queste differenze, che sono dovute a piccole variazioni nel tempo e nel luogo con cui avviene l'espressione genica, producono una grande variabilità di forme ed è possibile osservare evoluzione per quanto riguarda la struttura e le dimensioni del becco anche in poche generazioni.